# Burns Inquiry

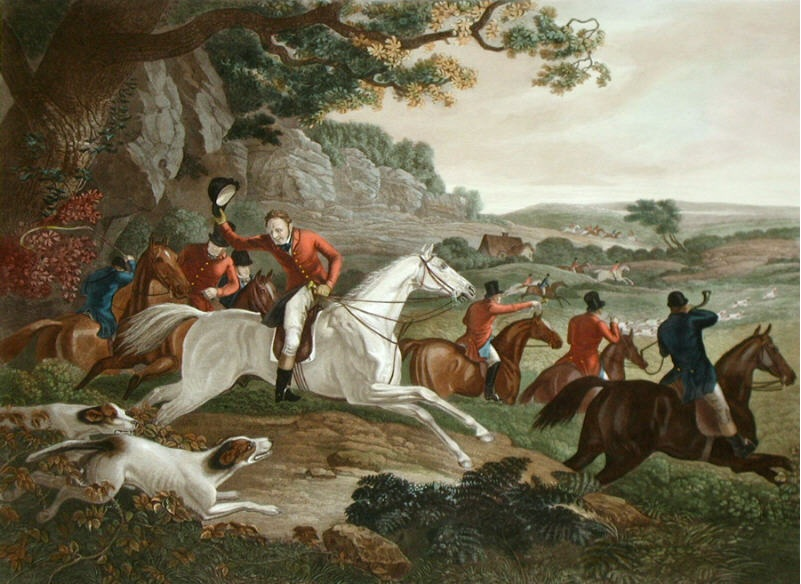
Die Jagd auf den Fuchs mit Hunden und Pferden war in Großbritannien schon lange umstritten

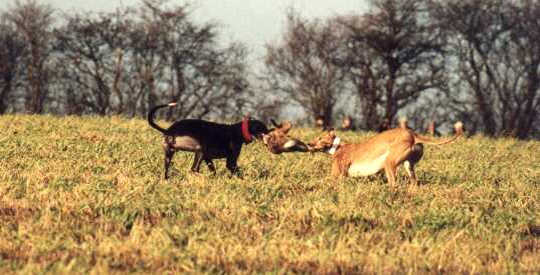
Ende einer Hasenhetze

Die Burns Inquiry ist eine im Auftrag der britischen Regierung eingesetzte Kommission, die eine Entscheidungsgrundlage für das Parlament über Hetzjagden mit Hunden auf Füchse und andere Tiere wie etwa Hasen zusammentragen sollte.      

## Einsetzung
Im Dezember 1999 kündete der damalige britische Innenminister Jack Straw an, dass er eine Regierungskommission damit beauftragen würde, die Jagdformen mit Hunden, insbesondere Hetzjagden zu untersuchen. Mit der Leitung dieser Kommission wurde der britische Wirtschaftswissenschaftler Lord Terence Burns beauftragt. Im Einzelnen sollte die Kommission untersuchen:
- die unterschiedlichen Aspekte der Jagd mit Hunden und ihre Auswirkung auf die ländliche Ökonomie, die Landwirtschaft, die Schädlingskontrolle, auf das soziale und kulturell-ländliche Leben, tierschutzrechtliche Aspekte, sowie das Management von Wildtieren in verschiedenen Regionen von England und Wales
- die Auswirkungen eines Verbots der Jagd mit Hunden
- wie ein solches Verbot umgesetzt werden könnte.

Empfänger der Untersuchung sollte das Innenministerium sein.
Die Kommission beauftragte eine Reihe von wissenschaftlichen Untersuchungen, besuchte selbst mehrere Jagden. und hielt eine Reihe von Anhörungen. Die Kommission wies allerdings darauf hin, dass man sich nicht mit den ethischen Aspekten dieses Themas auseinandersetzen werde.
Neben Lord Terence Burns waren außerdem Victoria Edwar, John Marsh, Lawson Soulsby of Swaffham Prior und Michael Winter Mitglieder der Kommission.  Die britische League Against Cruel Sports kritisierte allerdings diese Ernennung, weil aus ihrer Sicht mehrere Mitglieder einen Familienhintergrund hatten, mit der Annahme, sie könnten Hetzjagden mit Hunden positiv gegenüberstehen.

## Ergebnis
Nach Ende der Arbeit der Kommission zählte als häufigste Ansicht, dass das Jagen mit Hunden in der Form von Hetzjagden das Wohlbefinden der Beutetiere ernsthaft einschränke. Die Kommission sprach allerdings keine Empfehlung aus, ob diese Jagdform weiterhin erlaubt sein  oder eingestellt werden sollte. In einer späteren Debatte im House of Lords hielt der Leiter der Kommission, Lord Burns, außerdem fest, dass das Komitee nicht den Schluss gezogen hätte, diese Jagdform sei grausam. Sie hätten keine ausreichenden wissenschaftlichen Belege gefunden, um auf ein solches Ergebnis zu schließen. Lord Burns wies in der Debatte darauf hin, dass es sich um einen sehr komplexen Sachverhalt handele.
Das Ergebnis der Burns Inquiry wurde sowohl von Jägern als auch von den Gegnern der Hetzjagden gleichermaßen begrüßt.

## Nachwirkungen
Nach der Veröffentlichung der Ergebnisse der Burns Inquiry legte die britische Regierung beiden Parlamentshäusern einen Entscheidungsentwurf vor, der es den Häusern freistellte, sich zwischen einem Verbot, einer Begrenzung dieser Jagdformen oder einer Selbstregulierung zu entscheiden. Das House of Commons entschied sich für ein Jagdverbot. Das House of Lords, das traditionell diesen Jagdformen verbunden ist, für Selbstregulierung. Die britische Regierung nahm dieses Ergebnis zum Anlass, einen eigenen Gesetzentwurf einzubringen, den Hunting Act 2004.